# Hipoteca
Una hipoteca és un dret real de garantia, la forma més comuna de finançar la compra d'un primer habitatge. Com a dret real recau sobre un immoble que roman en poder de qui el constitueix i dona dret al creditor a perseguir-lo independentment de qui el tingui i de pagar-se preferentment amb el producte de la subhasta. El contracte ha d'inscriure's al Registre de la Propietat per tal que tingui valor davant de tercers. Serveix per a garantir un deute, per tant és un contracte accessori d'un altre que és el principal. Generalment té com a garantia directa el bé que es vol comprar. En comparació a un préstec personal les condicions de finançament solen ser molt més avantatjoses. La paraula prové del grec antic: ύποθήκη (hypothḗkē), composta de ύπό (hypó, «per sota de») i θήκη (thḗkē, «caixa, bossa, dipòsit, conjunt de coses dipositades».

## Participants
Hi ha dues parts que participen en el contracte d'hipoteca: el creditor i el deutor. El creditor sol ser el banc i és la part que concedeix el préstec. El deutor (o deutors) és la part que s'ha obligat a retornar el préstec.

## Fiscalitat
Actualment firmar una hipoteca implica haver de pagar l'impost d'actes jurídics documentats (AJD) que és d'un 0,5% o 1% en funció de la Comunitat Autònoma on estigui localitzat l'immoble. Aquest impost és recaptat per les Comunitats Autònomes i suposa un ingrés d'uns 7.000 milions d'euros anuals. Obtenir finançament a través d'hipoteques té una sèrie d'avantatges fiscals que poden reduir la quantitat a pagar per concepte d'IRPF.
Això fa que inclòs aquelles persones que disposen de diner en efectiu per a comprar un habitatge, els sigui més favorable combinar una hipoteca amb un fons monetari dinàmic i que el saldo final (tenint en compte l'estalvi fiscal obtingut al llarg de la vida de la hipoteca) sigui favorable per a l'inversor, estalviant-se fins i tot gairebé un 10% del preu de compra de l'immoble.
Deduccions fiscals en la declaració de l'IRPF per a persones físiques:
- Fins a 1.803 € durant els primers 2 anys
- Fins a 1.578 € a partir del 3r any

## Tipus d'hipoteca
Tipus d'hipoteca segons el tipus d'interès:
Tot i que el més comú és fixar una hipoteca a un tipus d'interès variable (EURIBOR + un diferencial fixat pel banc), també és possible obtenir un finançament a tipus fix.
Es poden escollir diferents tipus d'hipoteques d'acord amb allò que s'ajusti millor a les necessitats de cada persona, els bancs comercials han promocionat concretament 3 tipus d'hipoteques.
- Hipoteques de Tipus Variable
- Hipoteques de Tipus Fix
- Hipoteques de Tipus Mixt

Al marge d'aquestes condicions particulars per a cadascuna de les hipoteques, existeixen altres condicions específiques per a cada hipoteca, per exemple:
- Comissions d'obertura
- Comissions de cancel·lació
- Possibilitat d'amortitzacions extraordinàries
- Terminis de gràcia, etc.

### Hipoteques de Tipus Variable
La major part de les hipoteques formalitzades a Espanya s'ajusten a aquestes característiques (degut al fet que la major part d'aquestes hipoteques es van firmar en un entorn en el qual l'EURIBOR estava a mínims històrics).

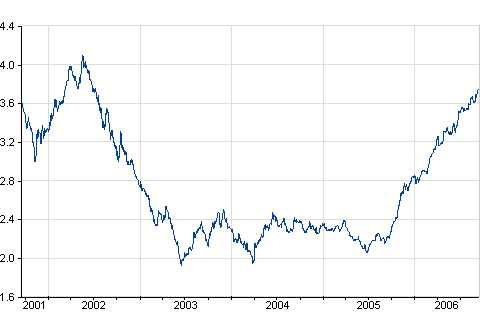
Evolució de l'EURIBOR

Si bé les condicions poden variar d'una entitat a l'altra, les condicions generals podrien ajustar-se a les següents:
- Cost del finançament: EURIBOR + 0,75% (marge pel banc)
- Durada: 30 anys (tot i que recentment han aparegut hipoteques amb venciment de fins a 40 anys)

El pagament d'interessos i l'amortització del préstec es fa a través de quotes mensuals constants a mantenir durant els 30 anys (això s'anomena sistema francès d'amortització).
Aquestes característiques d'amortització fan que si bé la quota és constant, la distribució de la mateixa entre interessos i amortització del principal varia al llarg dels anys. Els primers anys gran part de la quota són interessos (una mica més del 70%) mentre que en els anys finals els interessos representen una part molt reduïda de la quota (inferior al 10%).
Que la quota sigui constant no suposa que aquesta no pugui variar, ja que la variació en els tipus d'interès del mercat (EURIBOR) pot modificar la mensualitat. Els bancs solen fer revisions de la quota de forma semestral o anual per a incloure aquestes variacions.

### Hipoteques a Tipus Fix
No són les més habituals, però sí que és possible obtenir finançament d'aquesta forma. També s'utilitza un sistema d'amortització francès perquè la quota a pagar sigui constant. L'única diferència és que aquest tipus d'hipoteques no són vulnerables a la variació en els tipus d'interès, en concret la quota que es fixa inicialment és la que es mantindrà durant tota la vida del crèdit (passi el que passi amb els tipus d'interès). En aquest cas les condicions de pagament poden variar força (sobretot respecte als terminis), tot i que una perspectiva comparable amb el finançament variable seria:
- Termini: 30 anys
- Cost finançament: 4,90% interès nominal

L'interès es fixa una sola vegada per a tota la vida de la hipoteca però es determina d'acord amb el cost del finançament a 30 anys que existeixi al mercat més un marge que es queda el banc.

### Hipoteques a Tipus Mixt
Les últimes variacions en els tipus d'interès a curt termini han augmentat el cost del finançament, cosa que ha generat preocupacions sobre la futura evolució de l'EURIBOR. Per aquest motiu els bancs van crear hipoteques on es paguen tipus fixes en els primers 2 o 5 anys (per eliminar la incertesa a curt termini sobre l'evolució dels tipus d'interès) i tipus variables per la resta d'anys.

### Hipoteques multidivises
És un tipus d'hipoteca on el crèdit es demana en una o diverses divises diferents de l'Euro. Normalment es fa en divises amb un tipus d'interès baix i estable, com per exemple el ien. En aquest cas la hipoteca pren com a referència el líbor i com a variables per calcular la quota mensual es fa servir, a més del líbor, el canvi de moneda entre l'Euro i la divisa sol·licitada. Existeix un cert risc que es deriva de la quantitat de variables que entren en joc, però si es fa bé pot suposar un estalvi important respecte d'una hipoteca que pren com a referent l'EURIBOR.

### Hipoteques inverses
Anteriorment coneguda com a pensió hipotecària, aquesta modalitat d'hipoteca, que tal com el nom indica és una hipoteca on les parts s'inverteixen, és un crèdit hipotecari especial i està pensada per les persones majors de 65 anys. Aquestes poden recórrer a ella si necessiten diner en metàl·lic a canvi de la seva riquesa en patrimoni.
La hipoteca inversa es regula a la disposició addicional del Proyecto de Ley de Reforma del Mercado Hipotecario. Permet convertir el valor d'un immoble - que ha de ser habitatge habitual - en diner disponible de caràcter periòdic en forma de renda mensual, però mentre el titular (o titulars, segons s'especifiqui al contracte) encara sigui viu tindrà un úsdefruit sobre l'habitatge. L'import de la renda mensual varia en funció del valor de l'habitatge objecte de la hipoteca, de l'edat de la part que subscriu el crèdit (i del seu cònjuge) i del desig d'aquest d'obtenir ingressos durant la resta de la seva vida o únicament durant un període determinat.

#### Regulació legal
Segons el «Proyecto de Ley de Reforma del Mercado Hipotecario» s'entén per hipoteca inversa el préstec o crèdit garantit mitjançant hipoteca sobre un bé immoble que constitueixi l'habitatge habitual del sol·licitant i sempre que es compleixin els següents requisits:
- Que el sol·licitant i els beneficiaris que aquest pugui designar siguin persones d'edat igual o superior als 65 anys o afectades de dependència severa o gran dependència.
- Que el creditor pagui a través d'una renda mensual periòdica l'import del préstec.
- Que el deute només sigui exigible pel creditor i la garantia executable quan mori el prestatari, o si s'estipula al contracte, quan mori l'últim dels beneficiaris i l'habitatge hipotecat hagi estat assegurat contra danys d'acord amb la normativa vigent.

El punt 5 de la regulació estableix que quan el deutor hipotecari mor, els hereus podran cancel·lar el préstec en el termini estipulat, abonant al creditor hipotecari la totalitat dels deutes vençuts i els seus interessos corresponents, sense que el creditor pugui exigir cap mena de compensació per la cancel·lació. Es pot estipular al contracte la possibilitat que això succeeixi també quan l'últim dels beneficiaris mor.
Els hereus dels titulars d'una hipoteca inversa no perden els drets de propietat. Poden optar per quedar-se l'habitatge pagant el deute acumulat amb els seus estalvis o constituint una nova hipoteca sobre l'immoble, o vendre-la i en aquest cas quedar-se amb l'import sobrant després de passar comptes amb l'entitat. Quan el préstec s'extingeix i els hereus del deutor hipotecari decideixen no reemborsar els deutes vençuts amb els seus interessos, l'entitat financera creditora només pot recuperar l'import fins allà on permetin els béns de l'herència.

#### Exemples
Avui en dia una hipoteca inversa sobre un habitatge valorat en 400.000 euros podria generar una renda vitalícia d'uns 600 euros mensuals per una persona de 77 anys, o per sobre dels 730 euros mensuals durant 19 anys. Si l'immoble tingués un valor de 500.000 euros, aquestes rendes podrien ascendir a 730 i 920 euros mensuals respectivament.

## Fórmules matemàtiques de les hipoteques
Una hipoteca consta de tres paràmetres:
- El capital, que és la quantitat de diners prestada pel banc. El capital prestat sol ser menor que el valor del bé hipotecat, de manera que aquest pugui respondre pel capital a la subhasta en cas de produir-se un impagament.
- El termini, que és el temps que es tarda a retornar el préstec. La devolució del préstec es realitza mitjançant pagaments periòdics (generalment mensuals), fins a retornar el capital sol·licitat més tots els interessos acumulats durant el temps que s'ha tardat a retornar el préstec.
- El tipus d'interès, que indica un percentatge extra anual que cal abonar al banc anualment en concepte de guanys d'aquest.

Aquests tres paràmetres permeten calcular quins seran els beneficis que obtindrà el banc per la concessió del préstec i quina serà la quota mensual a pagar fins a amortitzar-lo (devolució dels diners al banc).
Hi ha diversos models per fer els càlculs, el més comú d'ells és el model francès, que és el que s'explica a continuació. Aquest model es caracteritza pels interessos del préstec, que es paguen al banc durant les primeres quotes de la hipoteca, de manera que si en un moment determinat es decidís retornar la totalitat del deute pendent al banc aquest ja hauria cobrat una part important dels seus beneficis.
Cal tenir en compte que si el tipus d'interès és variable serà necessari repetir els càlculs cada cop que es revisi el valor de l'interès, generalment un cop l'any.

### Càlcul de la quota periòdica
Per calcular quina és la quota que s'ha d'abonar periòdicament al banc s'utilitza la fórmula següent:
{\displaystyle \mathrm {Quota={\frac {capital\cdot inter{\grave {e}}s}{100\cdot (1-(1+{\frac {inter{\grave {e}}s}{100}})^{-termini})}}} }
L'interès ha de ser el valor que s'aplica durant cada període. Per exemple, si la quota es paga mensualment s'ha de dividir l'interès anual entre 12, per conèixer quin és el tipus d'interès mensual.

### Exemple de simulació d'una hipoteca
A continuació se simula el càlcul de la quota d'un préstec hipotecari amb els següents paràmetres:
- Capital: 100.000 €
- Termini: 20 anys
- Tipus d'interès: 4% anual fix
- Pagaments: mensuals

Primer es calcula el tipus d'interès mensual, ja que només s'especifica quin és l'anual:
{\displaystyle \mathrm {Termini\ (en\ mesos)=20*12=240\ mesos} }
{\displaystyle \mathrm {Inter{\grave {e}}s\ (mensual} )={\frac {4\%}{12}}=0,3333\%}

La quota que caldrà abonar mensualment serà:
{\displaystyle \mathrm {Quota={\frac {100000*0,3333}{100*(1-(1+{\frac {0,3333}{100}})^{-240})}}=605,96\ euros} }
A continuació es calcula quina part de la quota es destina al pagament dels interessos i quina a reduir el deute existent amb el banc. El primer mes, el repartiment s'efectua així:
{\displaystyle \mathrm {Quota\ interessos=100000*{\frac {0,3333}{100}}=333,3\ euros} }
{\displaystyle \mathrm {Quota\ amortitzaci{\acute {o}}=605,96-333,3=272,66\ euros} }
{\displaystyle \mathrm {Capital\ pendent=100000-272,66=99727,34\ euros} }
Al final del préstec, s'haurà pagat al banc un total de 240 quotes de 605,96 euros cadascuna, de manera que el benefici que obté el banc per la concessió del préstec és:
{\displaystyle \mathrm {Benefici=240*605,96-100000=45430,40\ euros} }
Si el tipus d'interès fos variable, la simulació es realitzaria idènticament i es repetiria per cada any, actualitzant els valors del tipus d'interès, termini pendent i capital pendent.

## Funcionament de les hipoteques per al banc
El benefici que obté el banc en formalitzar una hipoteca ve generat fonamentalment pel marge que s'aplica sobre el tipus d'interès del mercat (que haurà de pagar a aquell que li hagi finançat l'operació).
La gran competència existent per les entitats financeres han forçat molt a la baixa els marges que puguin aplicar.
Aquest excés de competència ha fet que l'augment de la rendibilitat dels bancs s'hagi de fer ja no a través de l'augment dels marges, sinó mitjançant l'augment de la rotació (firmar cada vegada més hipoteques).
Per a aconseguir aquest objectiu (i poder finançar-lo) s'han dissenyat títols que permetin a l'entitat capturar els beneficis futurs actualitzats alhora que es recupera la liquiditat destinada a una hipoteca donant-li l'oportunitat de formalitzar-ne una de nova; aquests títols s'anomenen cèdules hipotecàries.
El funcionament és molt simple; el banc ven tots els drets que genera una hipoteca a un tercer a canvi del valor actual dels pagaments futurs, d'aquesta forma captura avui gran part del rendiment que generarà la hipoteca en el futur al mateix temps que recupera els diners invertits per a poder concretar una nova hipoteca (així aconsegueix una major rotació).

## Característiques legals
Com a contracte:
- És un contracte típic, ja que es troba reglamentat a la llei.
- És un contracte unilateral, només obliga al deutor hipotecari a transferir al creditor hipotecari (banc) el dret real d'hipoteca. El creditor no contreu cap obligació.
- És un contracte accessori, perquè suposa l'existència d'una obligació principal i n'assegura el seu compliment.
- Per regla general és un contracte onerós.

Com a dret real:
- És un dret real, dret que s'exerceix indirectament sobre la cosa (el bé hipotecat) en cas que el deutor no compleixi l'obligació garantida amb hipoteca.
- És un dret immoble, s'exerceix sobre béns immobles.
- És un dret accessori, perquè depèn d'un altre de principal. Si l'obligació principal és nul·la, la hipoteca constituïda no és vàlida.
- El deutor hipotecari no perd la possessió de la cosa.
- Constitueix una limitació al dret de domini o propietat, és a dir, el deutor pot servir-se de l'immoble sense disposar dels drets del creditor hipotecari.

## La hipoteca a Espanya
L'any 2006, aproximadament el 93% de les hipoteques espanyoles eren hipoteques de tipus d'interès variable, mentre que la mitjana a Europa se situa al 53%.
El mercat hipotecari espanyol és particularment sensible als canvis de l'EURIBOR, que es deriven de canvis en els tipus d'interès del Banc Central Europeu.
A Espanya, l'EURIBOR a un any és l'índex més utilitzar com a referència per les hipoteques de tipus variable, i en menor mesura també s'utilitza l'IRPH. A partir del proper 16 de juny de 2019 entrarà en vigor la nova Llei hipotecària amb certs canvis tant per al client com per a l'entitat bancària. També es crearà un nou organisme de queixes i reclamacions amb la intenció de solucionar els conflictes que puguin haver d'ambdues parts.